# Johannesburg Sun Hotel

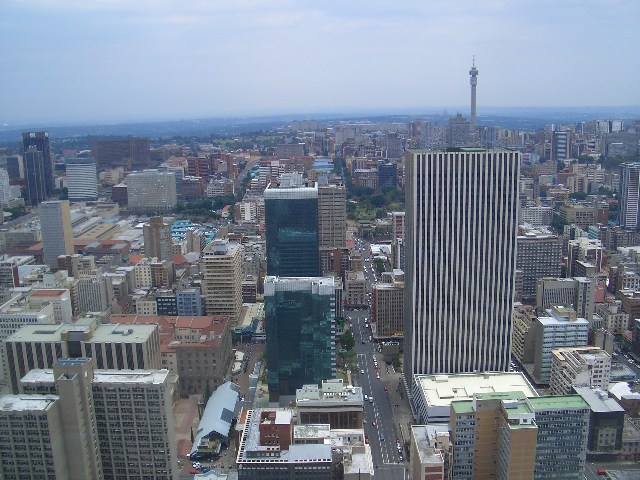
El Johannesburg Sun Hotel es el complejo de vidrio azul. La torre más baja es de 1970, la más alta de 1985.

El Johannesburg Sun Hotel es un hotel de rascacielos abandonado de dos torres en el Distrito Central de Negocios de Johannesburgo, Sudáfrica. Fueron construidas en 1970 y 1985 y miden respectivamente 86 y 140 metro de altura. La más alta fue el complejo hotelero urbano más grande de África cuando se completó. Hoy es el cuarto edificio más alto de la ciudad y el noveno más alto del país.

## Historia
La torre trasera más pequeña de 22 pisos fue construida en 1970 como el hotel The Tollman Towers, propiedad del prominente hotelero Stanley Tollman.
La propiedad fue comprada por Southern Sun Hotels de Sol Kerzner a principios de la década de 1980 y totalmente reconstruida a un costo de 100 millones de rand, con la adición de la torre principal de 40 pisos, unida al edificio más antiguo por un podio de cuatro pisos con una terraza para la piscina. y una pista de atletismo. El complejo volvió a abrir en 1985 como el Johannesburg Sun and Towers de 672 habitaciones.
A medida que el vecindario decayó, el hotel de lujo se convirtió en un Holiday Inn Garden Court, con solo 270 habitaciones en uso, pero la falta de demanda de hoteles en el CBD finalmente hizo que el hotel cerrara por completo, en septiembre de 1998. Reabrió muy pronto. brevemente para la Cumbre de la Tierra 2002 sobre desarrollo sostenible como el KwaDukuza eGoli Hotel, un nombre que significa Lugar de Encuentro en la Ciudad de Oro. El hotel era propiedad de Mark Whitehead de Whitehead Enterprises. Albergaba a 2.000 agentes de policía, pero su estancia se vio empañada por un asesinato en el hotel y graves problemas con los sistemas físicos del edificio. El hotel pronto cerró de nuevo. El edificio está actualmente "suspendido".